# Spandowerhagener Wiek
Die Spandowerhagener Wiek ist die westliche Bucht des Peenestromes zwischen dem Nordende Usedoms, der (Halb-)Insel Struck und dem vorpommerschen Festland. Die Gewässer der annähernd halbkreisförmig aussehenden Wiek und des Peenestromes vereinigen sich hier mit dem Greifswalder Bodden. An der Südwest-Küste der Wiek befinden sich die Fischerdörfer Spandowerhagen und Freest. Westlich der Wiek – nahe der Halbinsel Struck – bestand der kleine Ort Freesendorf, der im Zuge der Errichtung des Energiekomplexes KKW Nord in der Lubminer Heide in den 1970er Jahren aufgegeben wurde. An den verschwundenen Ort erinnert nur noch der heute verlandete Freesendorfer See mit seinen Bülten auf der Halbinsel Struck, der durch Wasserläufe Verbindung sowohl zum Greifswalder Bodden als auch der Spandowerhagener Wiek besitzt.
Die Bucht ist circa 3,2 Kilometer lang und ca. 1,5 Kilometer breit. Die Fläche der Wiek entspricht etwa einem Drittel der der Dänischen Wiek von 8,1 km², also 5 km² bzw. 500 ha. Die Wassertiefe beträgt zwischen 0,5 und 4,9 m, also durchschnittlich 2,45 m. Der sogenannte „Knaakrücken“ – eine Untiefe zwischen 0,1 und 0,5 m – bildet sozusagen die unsichtbare Nordgrenze zwischen der Spandowerhagener Wiek und dem Greifswalder Bodden. Der namensgebende Ort Spandowerhagen ist ein Ortsteil von Kröslin. Auch der Ortsteil Freest liegt am Südufer der Bucht und besitzt hier seinen bedeutenden Fischereihafen. In der Westseite der Bucht mündet der ehemalige Kühlwasserkanal des Kernkraftwerkes Lubmin. Die Bucht ist meist flach (unter zwei Meter), nur am Kühlwasserkanal und bei Freest sind tiefere Fahrrinnen mit über vier Meter Wassertiefe vorhanden. Der Nordteil der Bucht bildet mit der Insel Ruden und der Westküste der Insel Usedom das „Naturschutzgebiet Peenemünder Haken, Struck und Ruden“ und ist teilweise gesperrt.
Die Besiedlung des westslawischen Küstenraumes zwischen Dänischer- und Spandowerhagener Wiek erfolgte zumeist im Verlauf der feudalen deutschen Ostexpansion bzw. -kolonisation im 13. Jahrhundert, wobei das nicht mehr existente Freesendorf u. a. auf Friesen als Kolonisten und Ansiedler verweist. Spandowerhagen jedoch ist eine jüngere Gründung. Die Spandowerhagener Wiek rückte in jüngerer Zeit in das Interesse der Wikingerforschung, insbesondere zu den Jomswikingern. Neue Recherchen gehen davon aus, dass die Wiek und ihr angrenzendes Festland, bedingt durch den Peenestrom als mittelalterliche Hauptwasserstraße der Oder, Anlage und Hafen der dänischen Jomsburg waren, die entsprechend der nordischen Quellenlage die hier agierenden Jomswikinger in der zweiten Hälfte des 10. Jahrhunderts errichteten.